# Glenn Miller

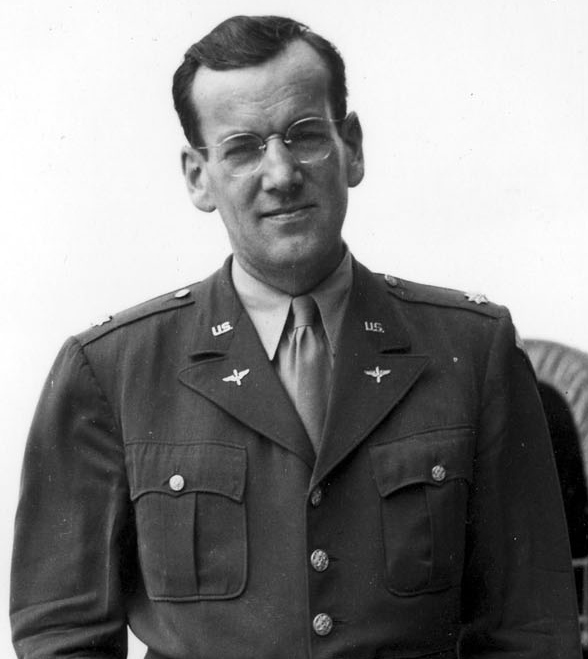
Glenn Miller während seiner Dienstzeit beim US Army Air Corps

Alton Glenn Miller (* 1. März 1904 in Clarinda, Iowa; † 15. Dezember 1944 vermutlich bei einem Flugzeugabsturz über dem Ärmelkanal) war ein US-amerikanischer Jazz-Posaunist, Bandleader, Komponist und Arrangeur der Swing-Ära. Er zählte zur Zeit des Zweiten Weltkriegs zu den erfolgreichsten Musikern der Vereinigten Staaten. Mit seinem „Glenn Miller Orchestra“ schuf er weltweit bekannte Titel wie Moonlight Serenade, In the Mood, American Patrol und Chattanooga Choo Choo.

## Leben
Alton Glenn Miller wurde am 1. März 1904 in der Landstadt Clarinda, Iowa, geboren. Er besuchte zunächst die Grundschule in North Platte, Nebraska. Im Jahre 1915 zogen seine Eltern Mattie Lou (geb. Cavender) und Lewis Elmer Miller mit ihm nach Grant City, Missouri. Um etwa diese Zeit kaufte sich Miller seine erste Posaune mit dem Geld, das er sich mit dem Melken von Kühen verdient hatte, und spielte im dortigen Musikverein. Im Jahr 1918 zog seine Familie erneut um, diesmal nach Fort Morgan, wo Miller die Highschool besuchte. Außerdem spielte er nun im dortigen Highschool-Orchester und konnte dadurch zwei Jahre seines Studiums finanzieren. Darüber hinaus trat er im Herbst 1919 der Schul-Footballmannschaft „Maroon“ bei, die 1920 die „Northern Colorado Football Conference“ im American Football gewann. Nach Abschluss der Highschool 1921 entschloss sich Miller dazu, Berufsmusiker zu werden. In der Zwischenzeit studierte er das Schillinger Kompositionssystem; dabei komponierte er mit dessen Erfinder Joseph Schillinger seine spätere Erkennungsmelodie Moonlight Serenade.
Nach einem Studienaufenthalt an der Universität von Colorado trat er 1926 der „Ben Pollack Band“ bei, in der er mit zukünftigen Stars wie Benny Goodman (damals 17 Jahre alt) spielte. 1928 verließ er diese wieder und zog Ende des Jahres nach New York, wo er seine Jugendliebe Helen Burger (1902–1966) heiratete. Von 1929 bis 1937 spielte er als unabhängiger Posaunist bei Red Nichols, Benny Goodman, Ray Nobles American Band und den Dorsey Brothers. Miller machte 1937 mit seiner ersten eigenen Band Aufnahmen für Columbia (Solo Hop, April 1935, Millers erster Hit, der Platz 7 erreichte), Brunswick (Doin’ the Jive, in dem Rap-artiger Sprechgesang verwendet wird, um den titelgebenden Tanz zu erklären, vom 29. November 1937) und Decca. Die Band löste sich wegen großer Konkurrenz noch im selben Jahr auf.
Enttäuscht kehrte Miller nach New York zurück und arbeitete fortan als Arrangeur an einem „einzigartigen Sound“. Er machte Aufnahmen in unterschiedlichen Besetzungen, bis er im Frühjahr 1938 seinen zweiten Hit „Every Day’s A Holiday“ in den nationalen Charts platzieren konnte, der seinen Durchbruch einleitete. Er gründete eine neue Band, die alle Besucherrekorde brach, und bekam schließlich einen Dreimonatsvertrag im Glen Island Casino auf Long Island. Die dort gezahlten Gagen reichten zwar immer noch nicht aus, um das Überleben der Band dauerhaft zu sichern, aber immerhin wurden aus dem Casino regelmäßig Radioübertragungen gesendet, die Millers neuen „Sound“, in dem die Klarinette den Saxophonsatz führte (Glenn-Miller-Satz), bekannt machten. Miller wurde Ende 1939 zum Jubiläumskonzert der ASCAP in die New Yorker Carnegie Hall eingeladen. Dort wurden Musikstücke wie Moonlight Serenade, Little Brown Jug und In the Mood gespielt. Die Eigenkomposition „Moonlight Serenade“ wurde Millers dritter Nummer-1-Hit. Seine Urheberschaft von Moonlight Serenade und In the Mood sind allgemein bekannt; dass die Glenn Miller Band ein breites Spektrum an Instrumental- und Gesangsmelodien formte und auch klassische Akzente setzte, weniger. Die Band spielte 1940 im Café Rouge im Hotel Pennsylvania; im Sommer desselben Jahres folgten Gigs im Wardham Park Hotel in Washington und in anderen Städten. Die Klassiker Pennsylvania 6-5000 und Tuxedo Junction wurden im gleichen, Chattanooga Choo Choo und String of Pearls im Jahr 1941 veröffentlicht. Glenn Miller komponierte außer Moonlight Serenade keinen seiner Hits selbst; einer seiner größten Erfolge, In the Mood, stammt von dem Komponisten Joe Garland. Seine erste Schallplatte verkaufte sich schlecht, da er darauf dieselben Musikstücke aufgenommen hatte wie Swing-König Benny Goodman.
Glenn Miller gewann am 10. Februar 1942 die erste Goldene Schallplatte der Musikgeschichte für das Lied Chattanooga Choo Choo, das er mit seinem Orchester auch in dem Spielfilm Adoptiertes Glück (1941), seinem ersten Film, spielte. Nach dieser Komödie wirkte er mit seiner Band im folgenden Jahr in Orchestra Wives mit.
Da die USA nach dem Angriff auf Pearl Harbor am 7. Dezember 1941 in den Zweiten Weltkrieg eingetreten waren, trat Miller, der ein erklärter Gegner des Nationalsozialismus war, im Februar 1942 ungeachtet seiner großen Erfolge aus seinem Orchester aus und ging nach Überwindung einiger bürokratischer Hürden wegen seines fortgeschrittenen Alters von 38 Jahren zuerst zur US Navy und danach zu den Luftstreitkräften, um die Kriegsanstrengungen zu unterstützen. Er leitete im Rang eines Captain (Hauptmann) das „Army Air Force Orchestra“, das deutlich jazz-orientierter war als seine vorherige, eher kommerziell ausgerichtete Big Band. Dies war nicht zuletzt das Verdienst so hervorragender Arrangeure wie Jerry Gray, der es unter anderem verstand, die im „Army Air Force Orchestra“ enthaltene Streichergruppe nahtlos in den Big-Band-Sound zu integrieren – für einen Jazz-Arrangeur keine leichte Aufgabe. Wohl das spektakulärste Arrangement von Jerry Gray war American Patrol, durchaus angemessen angekündigt als „And now, here’s the biggest tune of the books!“
Miller war während der deutschen V1- und V2-Raketenangriffe in London. Zahlreiche Tonaufnahmen von den Darbietungen der „Army Air Force Band“ wurden in den Abbey Road Studios gemacht, teilweise mit Live-Übertragungen der BBC London, genannt „Wehrmacht Hour“, mit der Ansagerin Ilse Weinberger in deutscher Sprache. Die dort gemachten Mono-Aufnahmen sind in hervorragender Qualität und spiegeln den hohen Standard des Orchesters wider.

## Millers Verschwinden

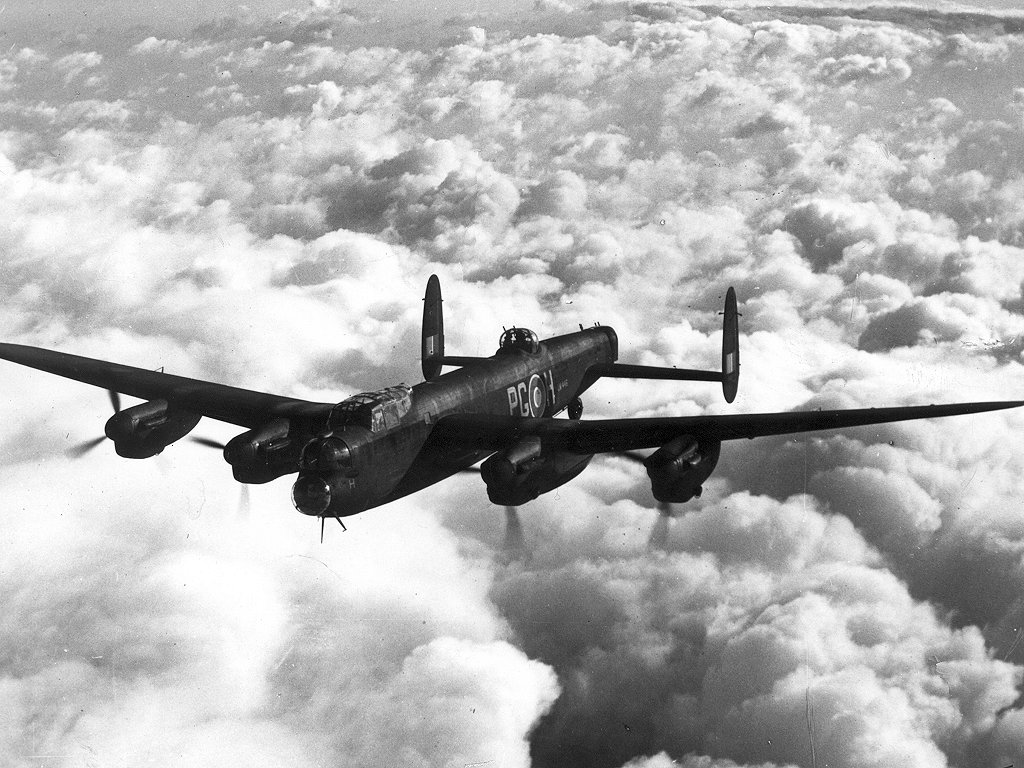
Eine Avro Lancaster über den Wolken

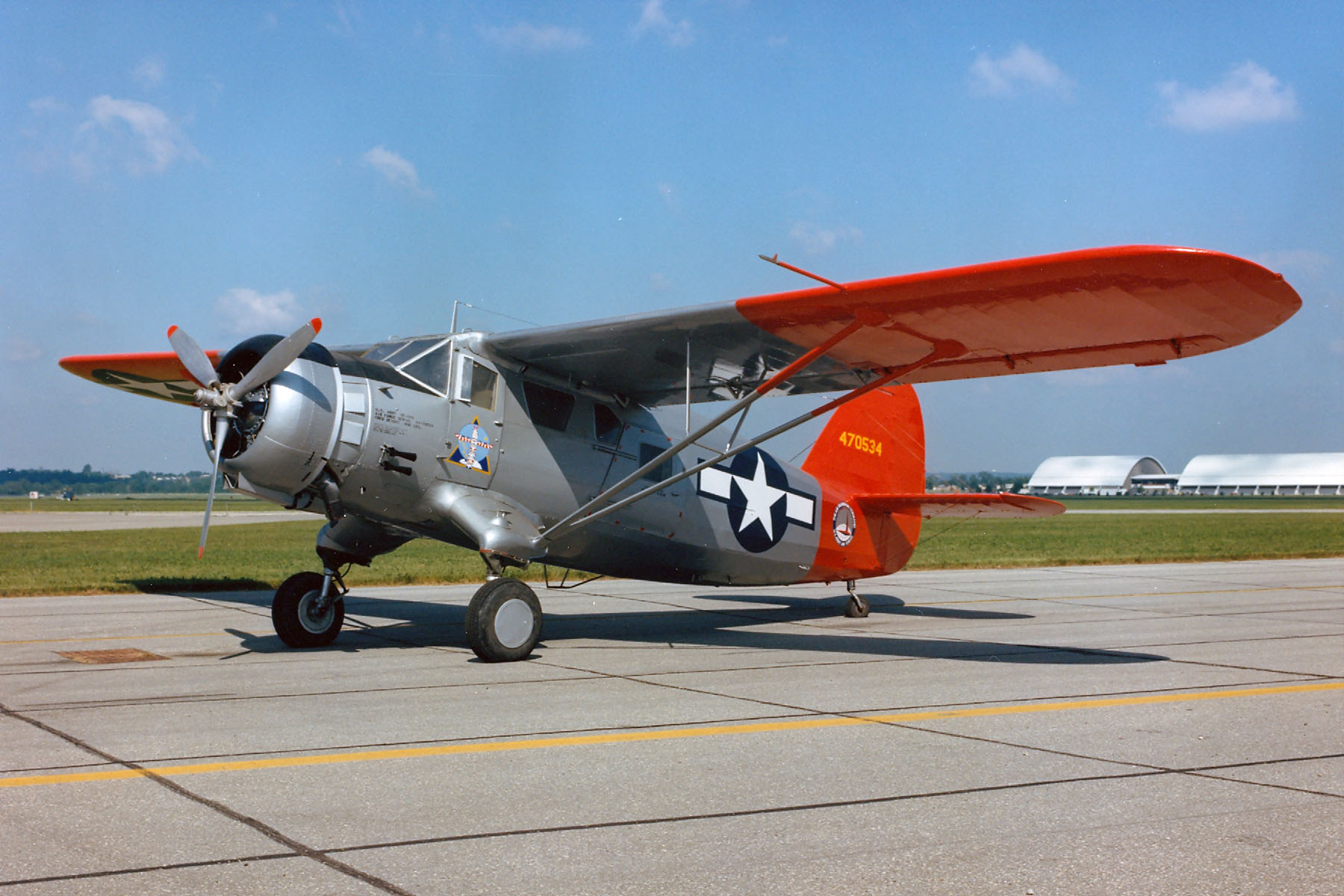
Maschine vom Typ „Noorduyn Norseman“

Nachdem Paris durch die Alliierten befreit worden war, sollte im Dezember 1944 das „Army Air Force Orchestra“ im Olympia auftreten. Glenn Miller starb jedoch zuvor unter bis heute nicht geklärten Umständen. Vermutet wird, dass das Flugzeug, mit dem er am 15. Dezember 1944 nach Frankreich unterwegs war, über dem Ärmelkanal während dichten Nebels getroffen wurde, als sich britische Bomber ihrer Bombenladung entledigten. Ungefähr 138 viermotorige Lancaster der No. 3 Bomber Group des RAF Bomber Command kehrten mit voller Bombenlast zurück; der Angriff auf die deutsche Stadt Siegen war abgebrochen worden, da die zum Schutz der Bombenflugzeuge bestimmten Jagdflugzeuge wegen schlechten Wetters nicht starten konnten. Im Feindflug nicht abgeworfene Bomben wurden damals üblicherweise während des Rückflugs über dem Ärmelkanal abgeworfen, da eine Landung mit der brisanten Ladung zu gefährlich gewesen wäre. Der Navigator Fred Shaw beobachtete die fallenden Bomben und sah dabei eine kleine, einmotorige Propellermaschine direkt unter dem Bombenhagel. Da die Maschine von Glenn Miller zu der bestimmten Zeit auf Gegenkurs von London nach Paris war, gilt es als wahrscheinlich, dass Miller in dieser Maschine saß. Bei Großangriffen mit Hunderten von Bombenflugzeugen in enger Formation geschahen Unfälle nicht nur, indem Flugzeuge sich berührten oder zusammenstießen, sondern auch, weil tiefer fliegende – meist eigene – Flugzeuge von abgeworfenen Bomben der höher fliegenden getroffen wurden oder Teile der Tragflächen abbrachen. Das Wrack der zivilen Noorduyn Norseman wurde nie gefunden. In der Luftschlacht um England und den Kriegsjahren danach stürzten zahlreiche Flugzeuge in den Ärmelkanal und sanken auf den Grund, wo sie bis heute liegen. Die Meldung, Miller werde über dem Kanal vermisst, wurde an Heiligabend 1944 bekanntgegeben.
Millers Name wird auf dem Cambridge American Cemetery and Memorial an der Mauer der Vermissten aufgeführt.

### Legendenbildung
Ähnlich wie bei anderen früh verstorbenen Musikstars existieren auch zu Millers Tod viele Versionen und Gerüchte. Die Propaganda beider Kriegsparteien versuchte aus seinen Todesumständen das für sie jeweils Passende zu verbreiten. Die reine Faktenlage ist durch die Kriegswirren bedingt sehr dünn und auch zum Teil widersprüchlich, was die Legendenbildung befördert. In den zugänglichen Archiven existiert wenig belastbares Material, was auch zur Behauptung führt, dies sei Absicht. Damals kamen Millionen von Menschen kriegsbedingt zu Tode und auch der Absturz oder das Verschollensein eines einzelnen Flugzeugs war normaler Alltag. Eine besondere öffentliche Untersuchung nach heutigem Maßstab wurde nicht eingeleitet, da es aus Sicht der Behörden während des Krieges Dringenderes gab. Zeitzeugen, die aufgrund ihrer damaligen Position etwas Gehaltvolles zur Aufklärung hätten beitragen können, wären heute um die 100 Jahre alt oder sind längst verstorben. Daher erscheinen gesicherte Erkenntnisse über die wahren Todesumstände des Musikers als nahezu unmöglich.

### Weitere Theorien
Mehrere Todestheorien laufen um: Glenn Miller sei nicht bei einem Flugzeugabsturz gestorben, sondern an Lungenkrebs. Das soll unterdrückt worden sein, weil er bis 1942 eine von einem großen Tabakkonzern gesponserte Radiosendung bespielte; es ist aber schon deshalb unwahrscheinlich, weil der Zusammenhang von Lungenkrebs und Zigarettenrauchen damals noch nicht allgemein bekannt und – zumindest in den Vereinigten Staaten und dem Vereinigten Königreich – auch noch nicht wissenschaftlich belegt war. Eine andere Theorie lautet „Absturz wegen Tragflächenvereisung“, was nach der Wetterlage am Absturztag eine Möglichkeit ist.
Im Übrigen stand der Luftraum über dem Ärmelkanal zu diesem Zeitpunkt unter der Luftherrschaft der alliierten Luftstreitkräfte. Das und auch die Tatsache, dass kein deutscher Jagdflieger sich in diesem Luftraum befand und auch kein Luftsieg für diesen Abschnitt beansprucht wurde, sprechen gegen einen Absturz nach Feindeinwirkung.
Der Film Die Glenn Miller Story, der sich ansonsten manche Freiheiten mit der biographischen Wirklichkeit erlaubt, hält sich an die offizielle Todesursache, den undokumentierten Flugzeugabsturz.

## Erfolgreicher Musiker und Geschäftsmann
Glenn Miller war ein Perfektionist in Bezug auf Arrangements, die er selbst schrieb bzw. mitschrieb, sowie ein erfolgreicher Geschäftsmann. Seine Band war eine Musikkapelle, die wie eine Firma organisiert war. Die Musiker waren versichert und die Bühnenarbeiter wurden vom Orchester angestellt. Außerdem war eine PR-Abteilung eingerichtet. Das alles erfolgte in einer sozialverträglichen Art und Weise; ein Vorbild, dem später viele Bands folgten. Miller war ein eigensinniger Mensch und folgte oft nur seinen Sympathien. Einige talentierte Musiker traten aus seinem Orchester aus, als sie mit seinem Charakter nicht zurechtkamen. Glenn Miller war seit 1928 verheiratet. Laut seinem Biografen George T. Simon lag der einzige Streitpunkt mit seiner Frau Helen darin, wie herum die Toilettenpapierrollen aufzuhängen seien.

## Das „Glenn Miller Orchestra“
Nach Millers Tod wurde das Army Air Force Orchestra bis zu seiner Auflösung nach dem 17. November 1945 von Arrangeur Jerry Gray weitergeleitet. 1946 wurde ein ziviles Glenn Miller Orchestra vom langjährigen Band-Saxophonisten und -Sänger Tex Beneke einberufen; es blieb dem Stil des „Army Air Force Orchestra“ mit einer integrierten Streichergruppe weitgehend treu. Pianist der Band wurde der zukünftige Filmkomponist Henry Mancini, der auch für diverse Arrangements verantwortlich war. Das neu formierte Orchester hatte viele Auftritte in den Vereinigten Staaten, darunter auch einige im „Hollywood Palladium“ 1947, wo bereits Glenn Millers ursprüngliche Band gespielt hatte. Beneke machte sich Gedanken, wie man den typischen „Glenn Miller-Sound“ erweitern und auch unter seinem eigenen Namen Erfolg erzielen könnte. Was als „Glenn Miller Orchestra“ unter der Leitung von Tex Beneke begann, wurde schließlich zum „Tex Beneke Orchestra“. Bis 1950 trennte sich Beneke von Millers Stil insoweit, als der Saxophonist selbst aus den Aufführungen der ehemaligen Bandmitglieder verschwand.
In den frühen 1950er Jahren imitierten diverse Bandleader wie Bob Chester wie auch weitere Bigbands Millers Stil, indem die Klarinette den Saxophonsatz führt. Dies wie auch die Tatsache des Erfolgs der Glenn Miller Story führte dazu, ein neues ziviles Glenn Miller Orchestra zu gründen, diesmal unter der Leitung des Jazz-Schlagzeugers Ray McKinley. Diese 1956 entstandene Band bildet heute das offizielle „Glenn Miller Orchestra“ in den Vereinigten Staaten, aktuell unter der Leitung von Nilk Hilscher. Für das offizielle europäische „Glenn Miller Orchestra“ ist der niederländische Jazzmusiker Wil Salden verantwortlich, für das „Glenn Miller Orchestra“ in England Ray McVay.
Bis heute dürfen nur diese drei Orchester die originalen Arrangements von Glenn Miller spielen. Die Lizenzen werden von der Glenn Miller Productions Inc. verwaltet. Sie entscheidet auch darüber, welches Orchester wann und wo spielen darf, und kontrolliert die rechtlichen und finanziellen Angelegenheiten.

## Repertoire des Orchesters (Auswahl)
- A String of Pearls
- American Patrol
- Anchors Aweigh
- April in Paris
- A-Tisket A-Tasket
- Begin the Beguine
- Blueberry Hill
- Bugle Call Rag
- Chattanooga Choo Choo, 1941 (Musik: Mack Gordon, Text: Harry Warren; war 9 Wochen in den Billboard-Charts)[26]
- Fools Rush In
- Georgia on My Mind
- Here We Go Again
- I Got Rhythm
- I Know Why (And So Do You)
- In the Mood
- (I’ve Got a Gal in) Kalamazoo, 1942 (Text: Harry Warren)
- Jeannie with the Light Brown Hair
- Johnson Rag
- King Porter Stomp
- Little Brown Jug
- Londonderry Air
- Moonlight Serenade
- My Blue Heaven
- My Melancholy Baby
- My Prayer
- One O’Clock Jump
- Somewhere Over the Rainbow
- Pennsylvania 6-5000
- Perfidia
- Rhapsody in Blue
- Say Si Si
- Serra Sue
- Song of the Volga Boatmen
- St. Louis Blues March
- Stairway to the Stars
- Star Dust
- Sunrise Serenade
- Take the “A” Train
- That Old Black Magic
- The Woodpecker Song
- Tuxedo Junction
- When Johnny Comes Marching Home

| - Tex Beneke, Saxophon, führte auch nach Glenn Millers Tod die Bigband noch bis 1950 weiter - Bobby Hackett, Gitarre und Trompete - Ernie Caceres, Saxophon und Klarinette - Billy May, Trompete und Arrangeur - Ray Anthony, Trompete (ist das letzte lebende Mitglied der Band unter Miller; Stand: November 2024) - Paul Tanner, Posaune - Bunny Berigan, Trompete - Johnny Mince, Saxophon und Klarinette - Eddie Miller, Saxophon - Ray Bauduc, Drums - Pee Wee Erwin, Trompete - Al Klink, Saxophon - Clyde Hurley, Trompete - Johnny Best, Trompete - Max Kaminsky, Trompete - Babe Russin, Saxophon - Peanuts Hucko, Saxophon und Klarinette - Mel Powell, Klavier - Carmen Mastren, Gitarre - Nat Peck, Posaune | - Ray Eberle - Paula Kelly - Marion Hutton - The Modernaires - Kay Starr - The Andrews Sisters - Dorothy Dandridge - Bing Crosby |

## Diskografie

### Alben
| Jahr | Titel Musiklabel                                                                | Höchstplatzierung, Gesamtwochen, AuszeichnungChartplatzierungen (Jahr, Titel, Musiklabel, Platzierungen, Wochen, Auszeichnungen, Anmerkungen) | Höchstplatzierung, Gesamtwochen, AuszeichnungChartplatzierungen (Jahr, Titel, Musiklabel, Platzierungen, Wochen, Auszeichnungen, Anmerkungen) | Höchstplatzierung, Gesamtwochen, AuszeichnungChartplatzierungen (Jahr, Titel, Musiklabel, Platzierungen, Wochen, Auszeichnungen, Anmerkungen) | Höchstplatzierung, Gesamtwochen, AuszeichnungChartplatzierungen (Jahr, Titel, Musiklabel, Platzierungen, Wochen, Auszeichnungen, Anmerkungen) | Anmerkungen                               |
| Jahr | Titel Musiklabel                                                                | DE | AT | UK | US | Anmerkungen                               |
| ---- | ------------------------------------------------------------------------------- | --- | --- | --- | --- | ----------------------------------------- |
| 1945 | Up Swing RCA Victor                                                             | — | — | — | US10 (27 Wo.)US | Studioalbum                               |
| 1945 | An Album of Outstanding Arrangements RCA Victor                                 | — | — | — | US1 (162 Wo.)US | Studioalbum Glenn Miller & His Orchestra  |
| 1947 | Glenn Miller Masterpieces RCA Victor                                            | — | — | — | US1 (32 Wo.)US | Studioalbum                               |
| 1949 | Starlight Serenades RCA Victor                                                  | — | — | — | US5 (10 Wo.)US | Studioalbum                               |
| 1951 | Glenn Miller Concert (Volume I) RCA Victor                                      | — | — | — | US2 (26 Wo.)US | Livealbum                                 |
| 1952 | Glenn Miller Concert (Volume II) RCA Victor                                     | — | — | — | US6 (8 Wo.)US | Livealbum                                 |
| 1953 | Limited Edition RCA Victor                                                      | — | — | — | US3 (9 Wo.)US | Studioalbum                               |
| 1954 | Glenn Miller Plays Selections from the Film „The Glenn Miller Story“ RCA Victor | — | — | — | US1 (89 Wo.)US | Studioalbum                               |
| 1954 | Limited Edition Volume Two RCA Victor                                           | — | — | — | US4 (16 Wo.)US | Studioalbum                               |
| 1957 | Marvelous Miller Moods RCA Victor                                               | — | — | — | US15 (6 Wo.)US | Studioalbum                               |
| 1958 | Glenn Miller Carnegie Hall Concert RCA Victor                                   | — | — | — | US19 (3 Wo.)US | Livealbum                                 |
| 1961 | The Glenn Miller-Story RCA Victor                                               | — | — | UK10 (27 Wo.)UK | US— GoldUS | Studioalbum                               |
| 1963 | Glenn Miller RCA Victor                                                         | DE25 (4 Wo.)DE | — | — | US— GoldUS | Studioalbum                               |
| 1963 | Glenn Miller-Story II RCA Victor                                                | DE23 (4 Wo.)DE | — | — | — | Studioalbum                               |
| 1964 | Die Glenn Miller-Story RCA Victor                                               | DE41 (4 Wo.)DE | — | — | — | Studioalbum                               |
| 1969 | Nearness Of You RCA Victor                                                      | — | — | UK30 (2 Wo.)UK | — | Studioalbum Charteinstieg in UK erst 1969 |
| 1969 | The Best of Glenn Miller RCA Victor                                             | — | — | UK5 (14 Wo.)UK | — | Kompilation                               |
| 1970 | A Memorial 1944–1969 RCA Victor                                                 | — | — | UK18 (16 Wo.)UK | US— GoldUS | Kompilation                               |
| 1974 | A Legendary Performer RCA Victor                                                | — | — | UK41 (5 Wo.)UK | US115 (9 Wo.)US | Livealbum Glenn Miller & His Orchestra    |
| 1976 | Seine 20 größten Hits Arcade                                                    | DE5 (8 Wo.)DE | AT3 (12 Wo.)AT | — | — | Kompilation                               |
| 1976 | A Legendary Performer Vol. 2 RCA Victor                                         | — | — | UK53 (2 Wo.)UK | — | Livealbum                                 |
| 1977 | Die Original-Aufnahmen seiner größten Erfolge Arcade                            | DE34 Gold · (4 Wo.)DE | — | — | — | Kompilation                               |
| 1977 | The Unforgettable Glenn Miller RCA Victor                                       | — | — | UK4 (8 Wo.)UK | US— PlatinUS | Kompilation                               |
| 1982 | The Legendary Sound Of Glenn Miller And His Bigband K-tel                       | DE6 (8 Wo.)DE | — | — | — | Studioalbum Glenn Miller and his Bigband  |
| 1993 | The Ultimate Glenn Miller BMG                                                   | — | — | UK11 (6 Wo.)UK | — | Kompilation Glenn Miller & His Orchestra  |
| 1993 | In The Christmas Mood Volume 2 Castle                                           | — | — | — | US199 (1 Wo.)US | Weihnachtsalbum                           |
| 1995 | The Lost Recordings Castle                                                      | DE— Gold (German Jazz Award)DE | AT4 (11 Wo.)AT | UK22 Silber · (9 Wo.)UK | — | Studioalbum                               |
| 2003 | In The Mood – The Definitive Collection Intercord                               | — | — | UK43 (4 Wo.)UK | — | Kompilation Glenn Miller & His Orchestra  |
| 2004 | Glenn Miller’s 100th Birthday Pegasus                                           | — | AT6 (10 Wo.)AT | — | — | Kompilation                               |
| 2010 | The Very Best of Koch Universal                                                 | — | — | UK4 Gold · (21 Wo.)UK | — | Kompilation                               |

grau schraffiert: keine Chartdaten aus diesem Jahr verfügbar
Weitere Alben
| - 1951: This Is Glenn Miller And His Orchestra (Glenn Miller & His Orchestra; RCA; Kompilation) - 1954: Sun Valley Serenade (Glenn Miller & His Orchestra; RCA Victor; Studioalbum) - 1954: Orchestra Wives (Glenn Miller & His Orchestra; RCA Victor; Kompilation) - 1954: Juke Box Saturday Night (Glenn Miller & His Orchestra; RCA Victor; Kompilation) - 1956: The Sound Of Glenn Miller (Glenn Miller & His Orchestra; RCA Victor; Kompilation) - 1958: The Marvelous Miller Medleys (Glenn Miller & His Orchestra; RCA Victor; Kompilation) - 1958: The Glenn Miller Carnegie Hall Concert (Glenn Miller & His Orchestra; RCA Victor; Livealbum) - 1959: Glenn Miller Story II (Glenn Miller & His Orchestra; RCA Victor; Kompilation) - 1959: For The Very First Time Vol. 1 (Glenn Miller & His Orchestra; RCA; Kompilation) - 1959: For The Very First Time Vol. 2 (Glenn Miller & His Orchestra; RCA Victor; Kompilation) - 1967: In The Mod (The Glenn Miller Orchestra; RCA Victor; Studioalbum) - 1973: The Best Of The Glenn Miller Orchestra, Vol. 1 (Glenn Miller & His Orchestra; Embassy; Kompilation) - 1975: The Glenn Miller Story – The Original Recordings (Glenn Miller & His Orchestra; RCA; Kompilation) - 1988: The Collection (Glenn Miller & His Orchestra; Castle; Kompilation) - 1993: Gold (Gold; Kompilation) - 2001: A Tribute To Pearl Harbor (Glenn Miller Orchestra; Koch; Studioalbum) - 2004: 20 succès (Glenn Miller & His Orchestra; Ulysse; Kompilation) - 2007: Moonlight Serenade (Pegasus; Kompilation) - 2008: The Very Best Of Swing (Glenn Miller Orchestra; Koch Universal; Studioalbum) - 2010: Evergreens In Swing (The World Famous Glenn Miller Orchestra; Koch Universal; Studioalbum) - 2013: Army Air Force Band Live 1943-44 (Jazz Band; Livealbum) - 2013: The Complete Sustaining Broadcasts Volume IV – Heaven Can Wait (Jazz Band; Livealbum) - 2013: Live From The Cafe Rouge (Jazz Band; Livealbum) - 2013: The Complete Sustaining Broadcasts Volume 3 – On The Sentimental Side (Jazz Band; Livealbum) - 2013: The Complete Sustaining Broadcasts Volume 2 – Simple And Sweet (Jazz Band; Livealbum) | - 2013: The Real... Glenn Miller – The Ultimate Glenn Miller Collection (RCA Victor; Kompilation, DE: Gold (German Jazz Award)) - 2013: Masters Of Jazz Delta (Kompilation) - 2013: From Rags To Riches (Glenn Miller & His Orchestra; Jazz Band; Kompilation) - 2014: The History Of Big Bands (Glenn Miller Orchestra; MCP / VM; Studioalbum) - 2014: The Legacy Of Glenn Miller (Go; Kompilation) - 2015: Moonlight Serenade [2015] (ZYX; Kompilation) - 2016: The Singles Collection – Volume One – 1935–1939 (Real Gone; Kompilation) - 2016: It’s Glenn Miller Time – Live In Concert (Glenn Miller Orchestra; MCP / VM; Livealbum) - 2016: Milestones Of A Swing Legend (Documents; Boxset) - 2017: In The Mood (ZYX; Kompilation) - 2017: Greatest Hits (ZYX; Kompilation) - 2018: Jukebox Saturday Night (Glenn Miller Orchestra; MCP / VM; Studioalbum) - 2018: Heroes Collection (Pegasus; Kompilation) - 2018: Moonlight And Miller (Bellevue; Kompilation) - 2018: 60 Essential Recordings (Big 3; Kompilation) - 2018: The Hits (New Continent; Kompilation) - 2020: 35 Years Anniversary Tour – Live In Concert (Glenn Miller Orchestra; MCP; Livealbum) - 2020: The Jazz Collector Edition (Glenn Miller & His Orchestra; Delta; Kompilation) - 2020: The Album (Power Station; Kompilation) - 2021: Gold [2021] (Crimson; Kompilation) - 2021: The Hits Collection 1935–44 (The Glenn Miller Orchestra; Acrobat; Kompilation) - 2021: The Jazz Collector Edition (LaserLight / Delta; Kompilation) - 2021: The Very Best Of Glenn Miller (No Frills; Kompilation) - 2021: The Glenn Miller Story (Austro Mechana; Kompilation) |

### Singles
| Jahr | Titel Album                                                | Höchstplatzierung, Gesamtwochen, AuszeichnungChartplatzierungen (Jahr, Titel, Album, Platzierungen, Wochen, Auszeichnungen, Anmerkungen) | Höchstplatzierung, Gesamtwochen, AuszeichnungChartplatzierungen (Jahr, Titel, Album, Platzierungen, Wochen, Auszeichnungen, Anmerkungen) | Anmerkungen                                                                  |
| Jahr | Titel Album                                                | UK | US | Anmerkungen                                                                  |
| ---- | ---------------------------------------------------------- | --- | --- | ---------------------------------------------------------------------------- |
| 1940 | Fools Rush In (Where Angels Fear to Tread) –               | — | US3 (7 Wo.)US | Glenn Miller & his Orchestra                                                 |
| 1940 | Imagination –                                              | — | US8 (1 Wo.)US |                                                                              |
| 1940 | Pennsylvania Six-Five Thousand –                           | — | US5 (6 Wo.)US | Glenn Miller & his Orchestra                                                 |
| 1940 | The Nearness of You –                                      | — | US5 (8 Wo.)US | Glenn Miller & his Orchestra                                                 |
| 1940 | Blueberry Hill –                                           | — | US2 (14 Wo.)US | Glenn Miller / Ray Eberle                                                    |
| 1940 | When the Swallows Come Back to Capistrano –                | — | US10 (1 Wo.)US | Glenn Miller & his Orchestra / Ray Eberle                                    |
| 1940 | Crosstown –                                                | — | US9 (1 Wo.)US | Glenn Miller & his Orchestra / Jack Lathrop                                  |
| 1940 | Our Love Affair –                                          | — | US8 (2 Wo.)US |                                                                              |
| 1940 | The Call of the Canyon –                                   | — | US10 (1 Wo.)US | Glenn Miller & his Orchestra / Ray Eberle                                    |
| 1940 | A Handful of Stars –                                       | — | US10 (2 Wo.)US | Glenn Miller & his Orchestra                                                 |
| 1940 | A Nightingale Sang in Berkeley Square –                    | — | US2 (6 Wo.)US |                                                                              |
| 1941 | Anvil Chorus –                                             | — | US3 (10 Wo.)US | Erstveröffentlichung: 1940 Glenn Miller & his Orchestra                      |
| 1941 | Five O’Clock Whistle –                                     | — | US6 (2 Wo.)US |                                                                              |
| 1941 | Along the Santa Fe Trail –                                 | — | US7 (4 Wo.)US |                                                                              |
| 1941 | Song of the Volga Boatmen –                                | — | US1 (8 Wo.)US | Glenn Miller & his Orchestra                                                 |
| 1941 | I Dreamt I Dwelt in Harlem –                               | — | US3 (4 Wo.)US | Glenn Miller & his Orchestra                                                 |
| 1941 | The Booglie Wooglie Piggy –                                | — | US7 (5 Wo.)US |                                                                              |
| 1941 | You and I –                                                | — | US4 (6 Wo.)US | Glenn Miller & his Orchestra / Ray Eberle                                    |
| 1941 | Chattanooga Choo Choo –                                    | — | US1 (23 Wo.)US | Glenn Miller & his Orchestra / Tex Beneke with Paula Kelly & The Modernaires |
| 1941 | Elmer’s Tune –                                             | — | US1 (15 Wo.)US |                                                                              |
| 1941 | Jingle Bells –                                             | — | US5 (2 Wo.)US |                                                                              |
| 1942 | (There’ll Be Bluebirds Over) The White Cliffs of Dover –   | — | US6 (7 Wo.)US |                                                                              |
| 1942 | A String of Pearls –                                       | — | US1 (18 Wo.)US |                                                                              |
| 1942 | Ev’rything I Love –                                        | — | US7 (4 Wo.)US |                                                                              |
| 1942 | Moonlight Cocktail –                                       | — | US1 (15 Wo.)US | Erstveröffentlichung: 1941 Glenn Miller & his Orchestra                      |
| 1942 | Don’t Sit Under the Apple Tree (with Anyone Else but Me) – | — | US2 (13 Wo.)US |                                                                              |
| 1942 | Skylark –                                                  | — | US7 (11 Wo.)US |                                                                              |
| 1942 | Always in My Heart –                                       | — | US10 (1 Wo.)US |                                                                              |
| 1942 | (I’ve Got a Gal in) Kalamazoo –                            | — | US1 (18 Wo.)US |                                                                              |
| 1942 | Sweet Eloise –                                             | — | US8 (3 Wo.)US |                                                                              |
| 1942 | Serenade in Blue –                                         | — | US2 (15 Wo.)US | Glenn Miller & his Orchestra / Ray Eberle & The Modernaires                  |
| 1942 | Juke Box Saturday Night –                                  | — | US7 (8 Wo.)US |                                                                              |
| 1942 | Dearly Beloved –                                           | — | US5 (4 Wo.)US | Glenn Miller & his Orchestra                                                 |
| 1942 | Moonlight Becomes You –                                    | — | US10 (8 Wo.)US | Glenn Miller & his Orchestra / Skip Nelson & The Modernaires                 |
| 1943 | That Old Black Magic –                                     | — | US1 (14 Wo.)US | Glenn Miller & his Orchestra                                                 |
| 1943 | Blue Rain –                                                | — | US9 (3 Wo.)US |                                                                              |
| 1946 | Give Me Five Minutes More –                                | — | US6 (12 Wo.)US |                                                                              |
| 1946 | Hey! Ba-Ba-Re-Bop –                                        | — | US4 (9 Wo.)US |                                                                              |
| 1947 | A Gal in Calico –                                          | — | US6 (4 Wo.)US |                                                                              |
| 1947 | Anniversary Song –                                         | — | US3 (8 Wo.)US |                                                                              |
| 1954 | Moonlight Serenade –                                       | UK12 (1 Wo.)UK | — |                                                                              |
| 1976 | Moonlight Serenade / Little Brown Jug / In The Mood –      | UK13 (8 Wo.)UK | — | Medley Glenn Miller & his Orchestra                                          |

grau schraffiert: keine Chartdaten aus diesem Jahr verfügbar
Weitere Singles
| - 1939: Sunrise Serenade (Glenn Miller & his Orchestra) - 1939: Moonlight Serenade (Glenn Miller & his Orchestra) - 1939: Three Little Fishies (Itty Bitty Poo) (Glenn Miller & his Orchestra / Marion Hutton, Tex Beneke) - 1939: My Last Goodbye (Glenn Miller & his Orchestra / Ray Eberle) - 1939: But It Didn’t Mean A Thing (Glenn Miller & his Orchestra / Marion Hutton) - 1939: Stairway To The Stars (Glenn Miller & his Orchestra) - 1939: Little Brown Jug (Glenn Miller & his Orchestra) - 1939: The Lamp Is Low (Glenn Miller & his Orchestra / Ray Eberle) - 1939: Cinderella (Stay In My Arms) (Glenn Miller & his Orchestra / Ray Eberle) - 1939: I’m Sorry For Myself (Glenn Miller & his Orchestra / Marion Hutton, Tex Beneke) - 1939: The Man With The Mandolin (Glenn Miller & his Orchestra / Marion Hutton) - 1939: Over The Rainbow - 1939: Blue Orchids - 1939: My Isle Of Golden Dreams (Glenn Miller & his Orchestra) - 1939: Blue Moonlight (Glenn Miller & his Orchestra / Ray Eberle) - 1939: In The Mood (Glenn Miller & his Orchestra) - 1939: Melancholy Lullaby (Glenn Miller & his Orchestra / Ray Eberle) - 1939: Bless You (Glenn Miller & his Orchestra / Ray Eberle) - 1939: Faithful Forever (Glenn Miller & his Orchestra / Ray Eberle) - 1939: Indian Summer (Glenn Miller & his Orchestra) - 1939: Careless (Glenn Miller & his Orchestra / Ray Eberle) - 1939: On A Little Street In Singapore (Glenn Miller & his Orchestra) - 1939: Faithful To You (Glenn Miller & his Orchestra) - 1939: It Was Written In The Stars (Glenn Miller & his Orchestra / Ray Eberle) - 1939: Oh Johnny, Oh Johnny, Oh! (Glenn Miller & his Orchestra / Marion Hutton) - 1940: In An Old Dutch Garden (By An Old Dutch Mill) (Glenn Miller & his Orchestra / Ray Eberle) - 1940: When You Wish Upon A Star - 1940: Missouri Waltz (Glenn Miller & his Orchestra) - 1940: Tuxedo Junction (Glenn Miller & his Orchestra) - 1940: My! My! (Glenn Miller & his Orchestra / Marion Hutton) - 1940: Sierra Sue (Glenn Miller & his Orchestra / Ray Eberle) - 1940: Stardust (Glenn Miller & his Orchestra) - 1940: Shake Down The Stars (Glenn Miller & his Orchestra / Ray Eberle) - 1940: Alice Blue Gown (Glenn Miller & his Orchestra) - 1940: Devil May Care (Glenn Miller & his Orchestra / Ray Eberle) - 1940: Slow Freight - 1940: I Wouldn’t Take A Million (Glenn Miller & his Orchestra / Ray Eberle) - 1940: Beat Me Daddy Eight To The Bar - 1940: Shadows On The Sand (Glenn Miller & his Orchestra / Ray Eberle) | - 1940: I’d Know You Anywhere (Glenn Miller & his Orchestra / Ray Eberle) - 1940: A Nightingale Sang In Berkley Square (Glenn Miller & his Orchestra) - 1940: Somewhere (Glenn Miller & his Orchestra / Ray Eberle) - 1940: Rug Cutter’s Swing (Glenn Miller & his Orchestra) - 1940: The Rumba Jumps! (Glenn Miller & his Orchestra) - 1940: Give A Little Whistle (Glenn Miller & his Orchestra / Marion Hutton) - 1940: Hear My Song, Violetta (Glenn Miller & his Orchestra / Ray Eberle) - 1940: April Played The Fiddle (Glenn Miller & his Orchestra / Ray Eberle) - 1940: Angel Child (Glenn Miller & his Orchestra / Ray Eberle) - 1940: My Reverie (Glenn Miller & his Orchestra / Ray Eberle) - 1941: Frenesi (Glenn Miller & his Orchestra) - 1941: The Woodpecker Song - 1941: You Stepped Out Of A Dream (Glenn Miller & his Orchestra / Ray Eberle & The Modernaires) - 1941: A Little Old Church In England (Glenn Miller & his Orchestra / Ray Eberle, Dorothy Claire & The Modernaires) - 1941: Perfidia (Glenn Miller & his Orchestra / Dorothy Claire & The Modernaires) - 1941: Boulder Buff - 1941: My Blue Heaven (Glenn Miller Army Air Force Orchestra) - 1941: I Guess I’ll Have To Dream The Rest (Glenn Miller & his Orchestra) - 1941: Johnson Rag (Glenn Miller & his Orchestra) - 1941: It Happened In Sun Valley (Glenn Miller & his Orchestra) - 1941: The Man In The Moon (Glenn Miller & his Orchestra / Ray Eberle) - 1941: Humpty Dumpty Heart (Glenn Miller & his Orchestra / Ray Eberle) - 1941: Day Dreaming (Glenn Miller & his Orchestra) - 1941: Moonlight Sonata (Glenn Miller & his Orchestra) - 1941: (There’ll Be Bluebirds Over) The White Cliffs Of Dover (Glenn Miller & his Orchestra) - 1941: It’s Always You (Glenn Miller & his Orchestra / Ray Eberle) - 1942: Under Blue Canadian Skies (Glenn Miller & his Orchestra) - 1942: When The Roses Bloom Again (Glenn Miller & his Orchestra / Ray Eberle) - 1942: Dear Mom (Glenn Miller & his Orchestra, Ray Eberle & The Modernaires) - 1942: The Lamplighter’s Serenade (Glenn Miller & his Orchestra, Ray Eberle & The Modernaires) - 1942: The Story Of A Starry Night - 1942: American Patrol (Glenn Miller & his Orchestra) - 1942: (I’ve Got A Gal In) Kalamazoo (Glenn Miller & his Orchestra) - 1942: Long Tall Mama (Glenn Miller & his Orchestra) - 1942: On The Old Assembly Line (Glenn Miller & his Orchestra) - 1943: Rhapsody In Blue (Glenn Miller & his Orchestra) - 1943: A String Of Pearls (Glenn Miller & his Orchestra) - 1953: One O’Clock Jump (Glenn Miller & his Orchestra) - 1957: In The Mood / Moonlight Serenade (Glenn Miller & his Orchestra) |

### Videoalben
- 2017: Live Avignon 2004 (The Glenn Miller Memorial Orchestra)

## Auszeichnungen für Musikverkäufe
| Silberne Schallplatte - Vereinigtes Königreich - 1977: für das Album Golden Hour of Glenn Miller - 2013: für das Album In The Mood – The Very Best Of Goldene Schallplatte - Frankreich - 1997: für das Album Les originaux - Neuseeland - 1978: für das Album In The Mood - Vereinigte Staaten - 1984: für das Album Pure Gold - 1991: für das Album In the Digital Mood - Vereinigtes Königreich - 1979: für das Album Collection | Platin-Schallplatte - Kanada - 1985: für das Album A Memorial 1944–1969 |

Anmerkung: Auszeichnungen in Ländern aus den Charttabellen bzw. Chartboxen sind in ebendiesen zu finden.
| Land/RegionAuszeichnungen für Musikverkäufe (Land/Region, Auszeichnungen, Verkäufe, Quellen) | Silber     | Gold       | Platin     | Verkäufe  | Quellen           |
| -------------------------------------------------------------------------------------------- | ---------- | ---------- | ---------- | --------- | ----------------- |
| Deutschland (BVMI)                                                                           | —          | 3× Gold3   | —          | 270.000   | musikindustrie.de |
| Frankreich (SNEP)                                                                            | —          | Gold1      | —          | 100.000   | snepmusique.com   |
| Kanada (MC)                                                                                  | —          | —          | Platin1    | 100.000   | musiccanada.com   |
| Neuseeland (RMNZ)                                                                            | —          | Gold1      | —          | 10.000    | Einzelnachweise   |
| Vereinigte Staaten (RIAA)                                                                    | —          | 5× Gold5   | Platin1    | 3.500.000 | riaa.com          |
| Vereinigtes Königreich (BPI)                                                                 | 3× Silber3 | 2× Gold2   | —          | 380.000   | bpi.co.uk         |
| Insgesamt                                                                                    | 3× Silber3 | 12× Gold12 | 2× Platin2 |           |                   |

## Filme

### Mit Glenn Miller
- 1935: The Big Broadcast of 1936
- 1941: Adoptiertes Glück (Sun Valley Serenade)
- 1942: Orchestra Wives

### Über Glenn Miller
- Die Glenn Miller Story (1954); Regie: Anthony Mann, mit James Stewart in der Titelrolle